# 孤儿受体
孤儿受体 （英語：orphan receptor）是指一些与其它已确认的受体结构上明显相似，但其内源配体还未发现的受体。一旦对应的配体被找到，该受体就被称为“领养孤儿”（"adopted orphan"）。

## 例子
在G蛋白偶联受体(GPCR)和核受体家族中有许多孤儿受体的例子。GPCR中的孤儿受体通常用"GPR" 加一个数字来命名，比如GPR1。
找到内源性配体的过程被称为“领养孤儿”，一个例子是FXR，后来发现它的配体为胆汁酸。被领养的孤儿受体在核受体中很常见，包括类法尼醇x受体（FXR）、肝X受体（LXR）以及过氧化物酶体增殖物活化受体（PPAR）。还有一种情况，如消遣性毒品PCP可以做为NMDA受体（一种配体门控离子通道）的配体，但NMDA受体的内源性配体仍未找到。

## 发现
在过去，都是通过配体去寻找对应的受体，这样找出来的受体肯定不会是孤儿受体。但随着现代分子生物技术的发展特别是cDNA 文库的出现，通过检索已知受体的相似序列来寻找受体，使得发现一些还没找到配体的受体成为了可能。